# Visions (2015)
Visions ist ein US-amerikanischer Horrorfilm aus dem Jahr 2015. Regie führte Kevin Greutert, das Drehbuch verfasste Lucas Sussmann.

## Handlung
David Maddox ist bei seiner Frau, als diese in einem Krankenhaus das Bewusstsein wiedererlangt. Eveleigh war zuvor in einen Autounfall verwickelt, bei dem ein Kind getötet wurde. Ein Jahr später ist sie selbst schwanger. Zusammen mit David bereitet sie sich darauf vor, ein Weingut in Paso Robles wieder zu eröffnen. Bei einer Feier auf dem Weingut ertappt Eveleigh die Weinhändlerin Helena Knoll dabei, wie sie im Wohnhaus in einer Trance verfallen Beschwörungen murmelt.
Eveleigh leidet an Alpträumen und Halluzinationen und beginnt zu glauben, dass es im Haus spukt. Ihr Arzt empfiehlt ihr, an einem Yogakurs für Schwangere teilzunehmen. Dort freundet sie sich mit Sadie an. Sadie begleitet Eveleigh schließlich zum Immobilienmakler Glenn Barry, von dem Eveleigh und David das Weingut gekauft hatten. Sie befragen ihn nach möglichen schrecklichen Begebenheit in der Vergangenheit auf dem Weingut, die zu einem Spuk hätten führen können. Aber er kann ihnen nicht weiterhelfen.
Eveleighs Visionen verschlimmern sich mit der Zeit, so dass sie die Antidepressiva wieder einnimmt, die im Jahr sie nach dem Unfall nahm, aber wegen der Schwangerschaft abgesetzt hatte. Die Visionen verschwinden. Als sie Monate später Sadie wieder trifft, überredet sie diese, die Medikamente abzusetzen und die Visionen setzen wieder ein. Außerdem vermutet sie, dass eine Verschwörung gegen sie im Gange ist, an der David beteiligt ist.
In der Post findet sie einen Brief einer Bibliothek, aus dem hervorgeht, dass die Vorbesitzerin des Weinguts, Jane Porter, bereits nach paranormalen Phänomenen recherchiert hatte. Also kontaktiert Eveleigh Jane und diese verweist sie an Helena Knoll. Helena erklärt, dass sie empfänglich für übernatürliche Phänomene sei und begleitet Eveleigh zu den Ruinen eines zerstörten Hauses auf dem Grundstück des Weinguts, wo beide Frauen eine Vision erleben. Helena erklärt, die Visionen entstünden durch psychische Gewalt, das ein Echo durch die Zeit erzeuge. Helena bricht zusammen und sagt im Sterben „Es ist nicht so, wie Sie denken. Sie sind es“.
Eveleigh besucht den Winzer Victor Napoli, dessen Familie das Weingut der Maddox vor 100 Jahren besaß. Er erklärt Eveleigh, dass seine Urgroßmutter das alte Haus auf dem Anwesen wegen paranormaler Aktivitäten niederbrannte. Er zeigt ihr dann Zeichnungen eines Mediums, das damals versuchte, die Geister im Haus zu kontaktieren. Eveleigh erkannt geschockt, dass das Medium David und sie zeichnete.
Als Eveleigh heimkommt, warten dort David, ihr Arzt Dr. Mathison, ihre Therapeutin Victoria Lambert und ihre Freundin Eileen auf sie, um sie zur Vernunft zu bringen. Eveleigh versucht zu erklären, dass die Geister David und sie seien, die die Vergangenheit besuchen. Die Familien Porter und Napoli hätten lediglich Vorzeichen einer zukünftigen Tragödie erlebt. Sadie kommt mit ihrem Ehemann Ben hinzu. Beide sind bewaffnet. Victoria versucht zu entkommen und wird von Ben erschossen. Eveleigh begreift, dass ihre Visionen Vorschaubilder der jetzigen Situation waren.
Als David im Kampf Sadie mit einem Messer in den Bauch sticht, wird klar, dass Sadie gar nicht schwanger ist, sondern nur eine Bauchattrappe trägt. Sadie ersticht David, der zusammenbricht. Eveleigh stößt Sadie durch eine Glastür und flieht. Ben tötet Eileen und verfolgt Eveleigh. Auf der Jagd erschießt er einen vorbeikommenden Bauern. Eveleigh wird angegriffen und nach einem Schlag ohnmächtig.
Sie erwacht in ihrem Schlafzimmer, von Ben und Sadie ans Bett gefesselt und geknebelt. Sie erklären ihr, dass es ihr Kind war, das in dem Unfall vor einem Jahr ums Leben kam, und sie machen Eveleigh für dessen Tod verantwortlich. Deswegen planen sie, ihr das eigene Kind aus dem Leib zu schneiden. Aber Eveleigh kann sich befreien und Sadie die Kehle durchschneiden. Auch David kommt wieder zu Bewusstsein und erschießt Ben.
Am Ende steht das Weingut wieder leer und der Makler Glenn Berry zeigt es einem interessierten Paar.